# Domício Velloso da Silveira

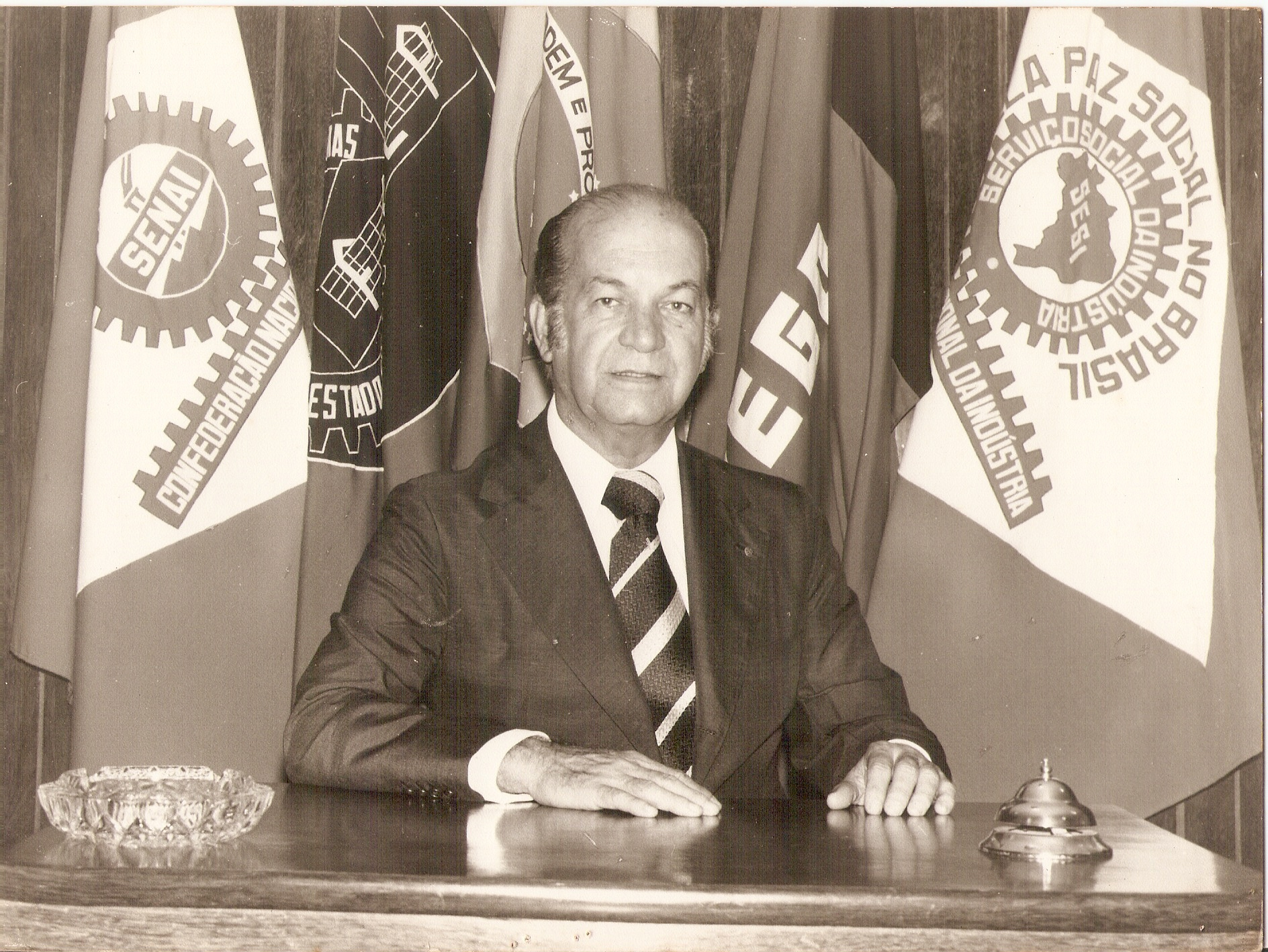
Domicio Velloso

Domício Velloso da Silveira (Rio de Janeiro, 1 de janeiro de 1908 — Fortaleza, 11 de setembro de 1985) foi um empresário brasileiro. Na então capital federal, freqüentou a Escola Politécnica. No Ceará, terra de sua família, presidiu por 15 anos a Federação das Indústrias e o Sindicato das Indústrias de Fiação e Tecelagem. Transferiu-se para o Rio de Janeiro em 1950, como representante de seu Estado na Confederação Nacional da Indústria, onde ocupou cargos de importância desde 1962. Em 1966, assumiu a presidência do órgão, lá permanecendo durante dez anos. Voltou às atividades empresariais em 1977.

## Biografia
A vida associativa e sindical de Domicio Velloso se inicia em 1948 em Campina Grande quando foi eleito Presidente da Associação Comercial de Campina Grande. Incentivou e orientou a fundação em outubro de 1948  de nove associações naquela cidade.
Fundou em 17 Julho de 1949 a Federação das Industrias do Estado da Paraíba na qual foi primeiro presidente.
Em 1962 foi eleito pela primeira vez presidente da Confederação Nacional da Industria durante sua gestão  criou a CRESENI, Sociedade Beneficente dos Servidores  das Entidades Nacionais da Industria entidade filantrópica destina a servir aos funcionários das entidades nacionais da industria. Foi ainda membro do
Conselho Diretor do Centro das Industrias do Rio de Janeiro. Foi eleito pela segunda vez em 14 de setembro 1977 presidente da Confederação Nacional da Industria.
Em abril de 1962 realizou visita oficial aos Estados Unidos e ao México, fazendo parte da Comitiva do Presidente da Republica, com o objetivo de obter um melhor entrosamento entre a industria brasileira e as industrias daqueles países.
Em Janeiro de 1978, como integrante oficial da comitiva do presidente da Republica, General Geisel, chefiou, em missão paralela, a Delegação de Empresários em visita ao Uruguai, participando do Grupo Técnico do Protocolo de Expansão Comercial Brasil- Uruguai, Alemanha e Mexico.
Morreu em 28 de julho de1995 no Rio de Janeiro aos 81 anos.

## Condecorações
- Ordem do Mérito Industrial FIEC (1986)[1]